# Americans United for Separation of Church and State
De organisatie Americans United for Separation of Church and State (Amerikanen Verenigd voor een Scheiding van Kerk en Staat) is een steungroep uit de Verenigde Staten die ervoor pleit een complete scheiding van Kerk en staat in alle aspecten na te streven. Hierbij baseren de leden zich op de Establishment Clause of the First Amendment van de Amerikaanse Grondwet, die het instellen van een nationaal geloof of het verkiezen van één religie boven een ander door het Congres verbiedt.
Deze organisatie, die vaak kortweg Americans United of AU wordt genoemd, werd in 1947 opgericht; momenteel behoren de leden zowel politiek als religieus tot verschillende partijen. De huidige voorzitter is Barry Lynn, een predikant van de Amerikaanse protestantse beweging de United Church of Christ. Het hoofdkwartier van de groep bevindt zich in Washington D.C..
Bij de regering Bush drong de AU erop aan om subsidies aan religieuze groeperingen stop te zetten en het grondwetsamendement, ?dat het homohuwelijk?, niet op te nemen in de grondwet, omdat de regering dan de voorkeur zou geven aan religieuze stromingen die deze vorm van het huwelijk afkeuren. Al sinds de oprichting van de stichting proberen de leden om religieuze uitingen te verwijderen in officiële ceremonies; ook wil men verwijzingen naar de Tien Geboden niet in overheidsgebouwen zien.